# Paraisópolis
Paraisópolis este un oraș în Minas Gerais (MG), Brazilia.